# Kormos létrafarkú
A kormos létrafarkú (Amytornis housei) a madarak osztályának verébalakúak (Passeriformes) rendjébe és a tündérmadárfélék (Maluridae) családjába tartozó faj.

## Rendszerezése
A fajt Alexander William Milligan ausztrál ornitológus írta le 1902-ben, az Amytis nembe Amytis housei néven.

## Előfordulása
Ausztrália észak részén honos. Természetes élőhelyei a szubtrópusi és trópusi gyepek, sziklás környezetben. Állandó, nem vonuló faj.

## Megjelenése
Testhossza 21 centiméter, testtömege 29-35 gramm.

## Természetvédelmi helyzete
Az elterjedési területe kicsi, egyedszáma viszont stabil. A Természetvédelmi Világszövetség Vörös listáján mérsékelten fenyegetett fajként szerepel. Erdőtüzek veszélyeztetik.